# Nestor Djengoue
Nestor Hervé Djengoue (* 26. April 1991 in Douala) ist ein italienisch-kamerunischer Fußballspieler.

## Karriere
Nestor Djengoue begann seine Karriere bei Noventa Calcio und spielte danach für Inter Mailand, bevor er zu Chievo Verona wechselte. Dort rückte er 2010 in den Profikader und kam zu drei Einsätzen im italienischen Pokal. Anfang des Jahres 2012 verlieh man ihn an den italienischen Drittligisten AC Lumezzane, in der Saison 2012/13 zum kroatischen Erstligisten NK Zagreb. 2013 wechselte Djengoue zum FSV Frankfurt in die 2. Bundesliga.
Im Juni 2014 wechselte er zum Drittligisten Energie Cottbus, wo sein Vertrag am 7. August 2014 aufgelöst wurde, nachdem dieser keine Aufenthalts- und Arbeitsgenehmigung für die 3. Fußball-Liga bekam. Nachdem Djengoue im Besitz aller erforderlichen Bescheinigungen war, verpflichtete Energie Cottbus ihn im Sommer 2015 erneut.
Im Januar 2016 wechselte er zum Viertligisten BFC Dynamo, wo er bis zum Saisonende zwölf Spiele absolvierte und zwei Tore schoss. Im Sommer 2016 verließ Djengoue Dynamo und wechselte kurz vor Ende der Transferperiode zum FSV Wacker 90 Nordhausen. Ein Jahr später kehrte Djengoue zum mittlerweile in der Regionalliga Südwest spielenden FSV Frankfurt zurück. Nachdem er dort zunächst zum Stammspieler wurde, kam er in der folgenden Spielzeit 2018/19 verletzungsbedingt nur noch auf 15 Einsätze. Sein auslaufender Vertrag wurde 2019 um ein Jahr verlängert, woraufhin er die Saison 2019/20, bis zu ihrem vorzeitigen Abbruch aufgrund der COVID-19-Pandemie, erneut als Stammspieler absolvierte.
Nach drei Spielzeiten in Frankfurt wechselte Djengoue im Sommer 2020 zum Aufsteiger und künftigen Ligakonkurrenten TSV Eintracht Stadtallendorf, wo er im Januar 2021 jedoch im Rahmen einer Umgestaltung des Kaders wieder freigestellt wurde.